# Cộng hòa Miền núi Armenia
Cộng hoà Miền núi Armenia (tiếng Armenia: Լեռնահայաստանի Հանրապետութիւն Leřnahayastani Hanrapetutyun), còn được gọi một cách đơn giản là Armenia Miền núi (Լեռնահայաստան Leřnahayastan), là nước cộng hoà chống Bolshevik. Cộng hoà Miền núi Armenia gần tương ứng với lãnh thổ mà ngày nay là Armenia (tỉnh Vayots Dzor và Tỉnh Syunik), và một phần ngày nay của Cộng hòa Azerbaijan (Cộng hòa tự trị Nakhchivan ở phía tây và trên thực tế Cộng hòa Artsakh ở phía đông). Nó được thành lập bởi lực lượng Liên đoàn Cách mạng Armenia (Dashnak) dưới sự chỉ huy của Garegin Nzhdeh, sau khi đàn áp Cuộc nổi dậy Tháng Hai vào tháng 4 năm 1921. Nó không được công nhận bởi bất kỳ quốc gia nào nhưng tồn tại cho đến giữa tháng 7, cùng năm.